# 黒人教会
黒人教会（こくじんきょうかい、英名：Black Church）は、主にはアメリカ合衆国における、会衆のすべてもしくは大部分がアフリカ系アメリカ人（以下「黒人」）信者によって占められるプロテスタント系キリスト教教会の俗称。

## 概要

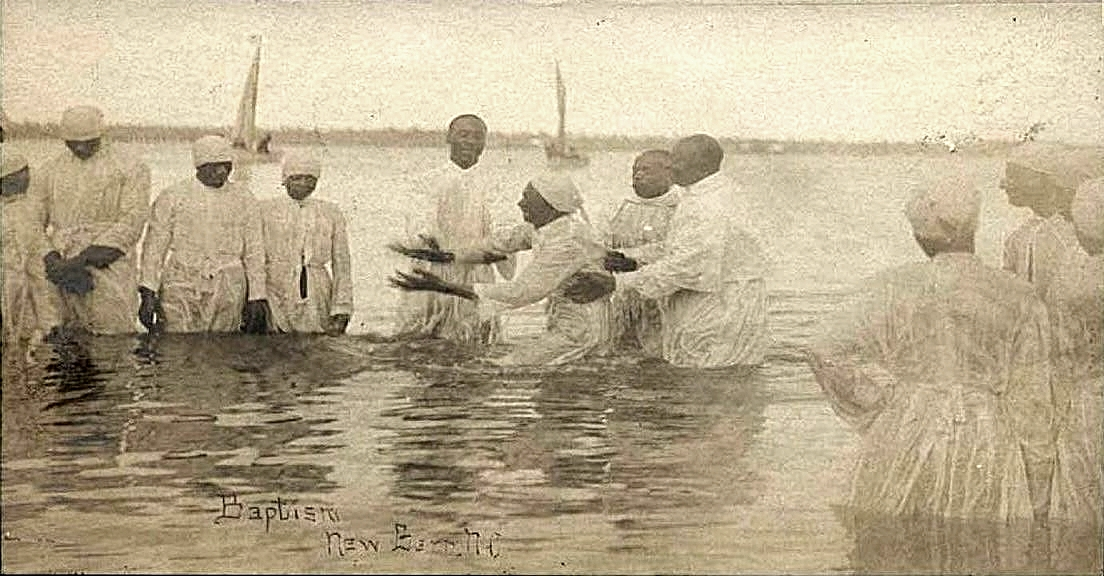
黒人教会の浸礼によるバプテスマ

バプテスト、ペンテコステ、COGIC、無教派（w:Non-Denominational）等、宗派は様々である。アメリカ以外には、奴隷制をその歴史に持つイギリス等の白人中心の国や、現在では国土内に米軍基地を持つ同盟国の基地施設内にも見られる。
音楽性や礼拝の進行、牧師の語り口調、時には聖書解釈等にアメリカのその他の教会とは一線を画したスタイルがある。他の教会とのこの差は、奴隷制や人種隔離政策によって、長く白人の集まる教会と黒人の集まる教会が分かれていたことによって生じたものである。
歴史上、差別主義者による無数の焼き討ち等の対象になってきたことや、現在も特に地方では会衆の所得レベルの関係から経済的・設備的に他の教会ほどゆとりがない状況が多く見られるなど、人種差別の災禍に悩まされてきたこともまぎれもない事実であるが、現在の黒人教会はむしろ、文化的必要から存在しているものである。
人種にかかわらず訪れる者すべてに扉を開くのがキリスト教会全般の基本的な姿勢であるので、どの教会も決して公に自らを「黒人教会」などと呼んでいるわけではないし、今日では黒人教会と呼ばれる教会にも白人の会衆が見られ、逆もまったく珍しくない。しかし、主に音楽スタイル（ゴスペル音楽）や選曲によって代表される教会の文化的特性が、より黒人の信者達にアピールするものであるために、自然に、いわばマーケットの差が生じている状態である。
「Black Church」という言葉そのものが即、差別的意味合いを持つわけではないが、公には使用しない。これは前述のように、黒人教会が白人（その他黒人以外）の信者を拒絶してはいない（どの教会も基本的に信者は多い方が良いわけである）ことと、周知の通りAfrican Americanが黒人に対する呼称として奨励されているためである。しかしながら、黒人教会には他の教会と異なる明確な特性を有することも事実であるため、会衆の間では親しみを込めて「Black Church」と呼ばれる。この言葉を避ける場合、「Gospel Church」などと呼ばれることもあるが、これもまた俗称である。
黒人教会はアメリカ全土に見られるが、音楽や牧師の語り口調等については、ミシシッピ、ジョージア、ノースカロライナ、アラバマ、テキサスなどアメリカ南部の州により濃く伝統が残されており、北部や沿岸部大都市等でより都会的であったり会衆の白人（その他黒人以外の人種）の割合が高かったりする場合が多い。これは南部の州がより長く奴隷制・人種隔離政策を取っていたことによるものである。ゴスペル音楽の本場が南部とされるのもこれによる。
アメリカでの代表的な黒人教会には南部テキサス州のT.D Jakes牧師率いるPotter House、ジョージア州アトランタにあるエディー・ロング(Eidde.L.Long)牧師のNewBirthなどが挙げられ、どちらも全米に3万人以上の会員を持つメガチャーチで常時ゴスペルを中心とした礼拝が行われている。

## 歴史
1790年代から1830年代を最盛期とする、アメリカの宗教史上で第二次信仰復興運動期と呼ばれる時期に、メソジスト派の巡回牧師の努力によって、アメリカ合衆国北部で黒人のキリスト教への回心が大規模に起こった。
その最中、黒人教会の発端となった事件が1787年のフィラデルフィアで起こる。リチャード・アレンとアブサロム・ジョーンズの二人の黒人説教師が参加した日曜礼拝において、教会を運営する白人たちが白人会衆と黒人会衆の同席を快く思わず、黒人会衆を2階席に追いやる決定を下した。彼らはこの決定に憤慨し、即刻退場して黒人のための教会建設計画を始動させた。
アレンとジョーンズは教派を限定しない黒人宗教組織、自由アフリカ人協会を設立して教会堂建設の資金調達運動を行い、1794年にフィラデルフィアに黒人会衆専用の教会、聖トマス・プロテスタント監督教会が完成した。この教会には所属教派を巡る問題があったが、19世紀初期にはメソジスト派・バプティスト派公認の黒人教会が北米各地に建設された。
南北戦争以前のアメリカ南部の黒人は奴隷制によって管理されていた。白人奴隷主は黒人がキリスト教を受容することは容認・推奨しており、1758年にはバージニア植民地に黒人教会が存在した記録がある。しかし、第二次信仰復興運動が南部にも及び黒人の回心者が増加したため、これを脅威とみた奴隷主たちは黒人独自の礼拝を締め付け、白人によって管理される教会での礼拝のみが許されるようになった。
奴隷主に抑圧された環境から、南部の黒人キリスト教徒たちは奴隷主の目の届かない場所に集まり、アフリカ文化の影響のある儀式や歌を取り入れた独自のキリスト教を保持し続けた。こうした秘密の宗教組織が奴隷解放後に作られた南部の黒人教会の支持基盤となった。